# Pleorotus
Pleorotus is een monotypisch geslacht van spinnen uit de  familie van de Sparassidae (jachtkrabspinnen).

## Soort
- Pleorotus braueri Simon, 1898